# 釜石ジャンクション
釜石ジャンクション（かまいしジャンクション）は、岩手県釜石市にあるジャンクション (JCT) である。三陸沿岸道路（吉浜釜石道路 / 釜石山田道路）と釜石自動車道（釜石道路）とを接続する。

## 概要
当初は料金所集約を前提とし、インターチェンジ機能を併せ持ったジャンクションとなる予定で、岩手県や釜石市で整備するアクセス路線への接続が計画されていたが、国道283号と三陸沿岸道路の交点部分に釜石中央ICが設置されることになったため、当施設はジャンクション機能のみに変更された。また、三陸沿岸道路についてはこの周辺に追い越し車線が整備された。

## 歴史
- 2019年（平成31年）3月9日：三陸道・釜石南IC - 釜石両石ICおよび釜石道・釜石JCT - 釜石仙人峠IC間開通に伴い供用開始[2]。

## 道路
- E45 三陸沿岸道路（吉浜釜石道路 / 釜石山田道路・40番）
- E46 釜石自動車道（事業名は国道283号釜石道路）

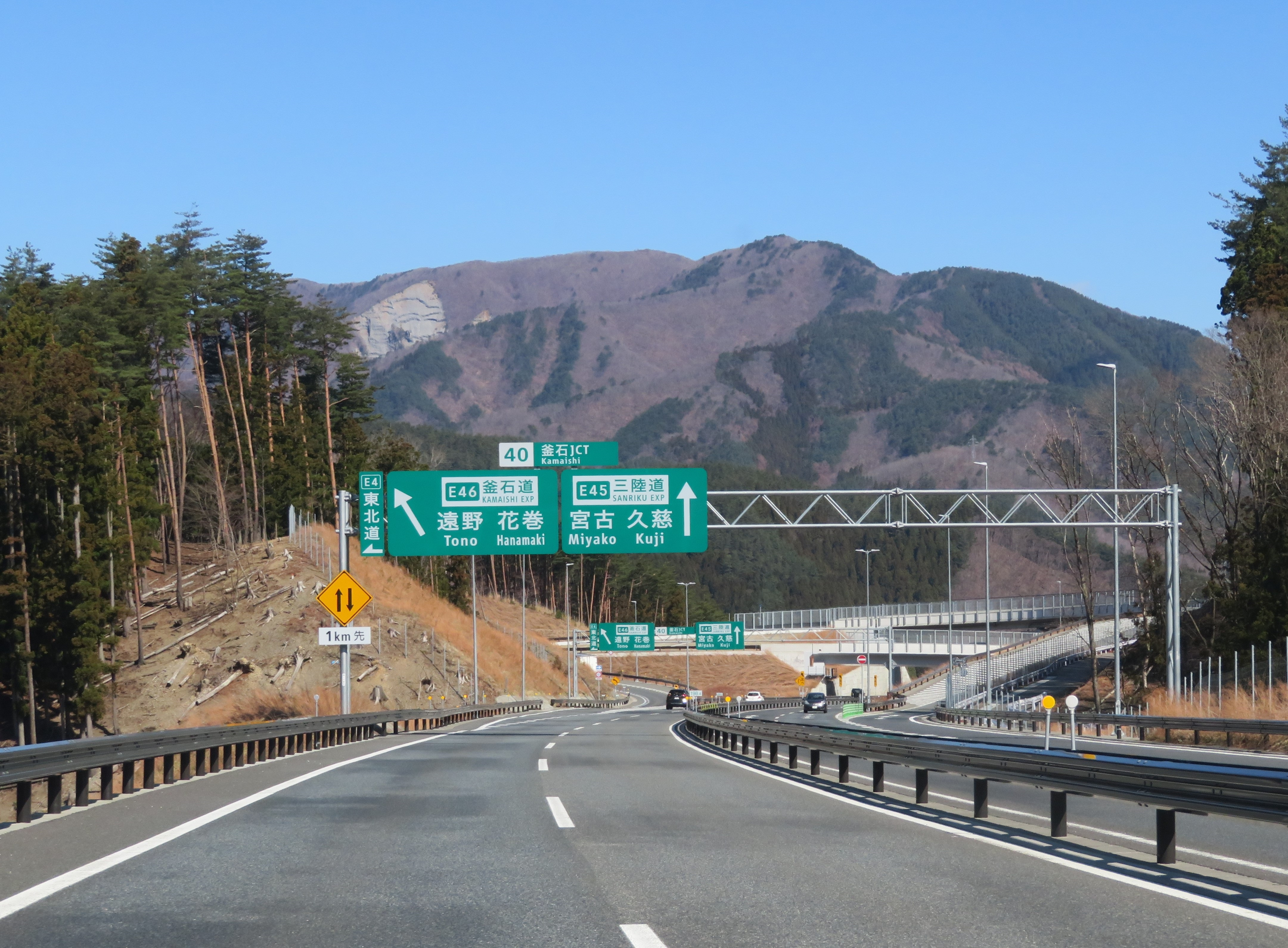
三陸沿岸道路（三陸自動車道）下り線（宮古方面）分岐部
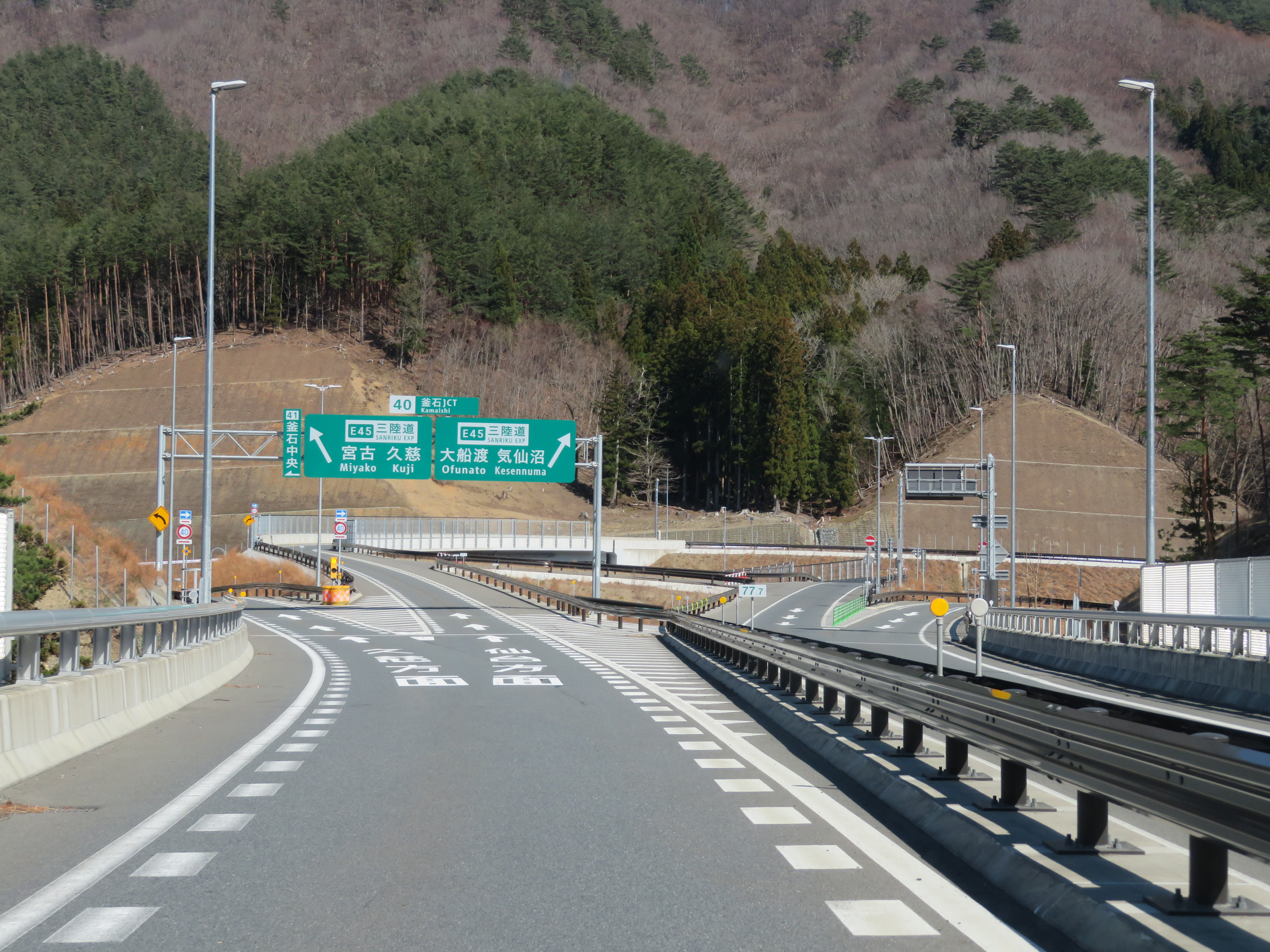
釜石自動車道側分岐付近

## 隣
E45 三陸沿岸道路（吉浜釜石道路 / 釜石山田道路）
(39) 釜石唐丹IC - (40) 釜石JCT - (41) 釜石中央IC
E46 釜石自動車道（釜石道路）
(8) 釜石仙人峠IC - (40) 釜石JCT